# 7.ª etapa de la Vuelta a España 2019
La 7.ª etapa de la Vuelta a España 2019 tuvo lugar el 30 de agosto de 2019 entre Onda y el puerto de Mas de la Costa en la localidad del Lucena del Cid sobre un recorrido de 183,2 km y fue ganada por el español Alejandro Valverde del Movistar. El colombiano Miguel Ángel López del Astana volvió a vestirse con el maillot rojo de líder tras haberlo perdido en la etapa anterior.

## Clasificación de la etapa
| \| Clasificación de la etapa \| Clasificación de la etapa \| Clasificación de la etapa \| Clasificación de la etapa \| Clasificación de la etapa \| \| Ciclista \| Ciclista \| Equipo \| Tiempo \| \| \| ------------------------- \| ---------------------------- \| ----------------------------- \| ------------------------- \| ------------------------- \| \| 1.º \| Alejandro Valverde \| Movistar Team \| 4 h 34 min 11 s \| \| \| 2.º \| Primož Roglič \| Team Jumbo-Visma \| + 0 s \| \| \| 3.º \| Miguel Ángel López \| Astana \| + 6 s \| \| \| 4.º \| Nairo Quintana \| Movistar Team \| + 6 s \| \| \| 5.º \| Rafał Majka \| Bora-Hansgrohe \| + 42 s \| \| \| 6.º \| Ion Izagirre \| Astana \| + 48 s \| \| \| 7.º \| Tadej Pogačar \| UAE Team Emirates \| + 51 s \| \| \| 8.º \| Fabio Aru \| UAE Team Emirates \| + 51 s \| \| \| 9.º \| George Bennett \| Team Jumbo-Visma \| + 1 min 07 s \| \| \| 10.º \| Óscar Rodríguez Garaicoechea \| Euskadi Basque Country-Murias \| + 1 min 20 s \| \| |                              |                               |                 |
| |                              |                               |                 |
| Fuente: ProCyclingStats |                              |                               |                 |
| Clasificación de la etapa |                              |                               |                 |
| Ciclista | Ciclista                     | Equipo                        | Tiempo          |
| 1.º | Alejandro Valverde           | Movistar Team                 | 4 h 34 min 11 s |
| 2.º | Primož Roglič                | Team Jumbo-Visma              | + 0 s           |
| 3.º | Miguel Ángel López           | Astana                        | + 6 s           |
| 4.º | Nairo Quintana               | Movistar Team                 | + 6 s           |
| 5.º | Rafał Majka                  | Bora-Hansgrohe                | + 42 s          |
| 6.º | Ion Izagirre                 | Astana                        | + 48 s          |
| 7.º | Tadej Pogačar                | UAE Team Emirates             | + 51 s          |
| 8.º | Fabio Aru                    | UAE Team Emirates             | + 51 s          |
| 9.º | George Bennett               | Team Jumbo-Visma              | + 1 min 07 s    |
| 10.º | Óscar Rodríguez Garaicoechea | Euskadi Basque Country-Murias | + 1 min 20 s    |

## Clasificaciones al final de la etapa

### Clasificación general
| \| Clasificación general \| Clasificación general \| Clasificación general \| Clasificación general \| Clasificación general \| \| Ciclista \| Ciclista \| Equipo \| Tiempo \| \| \| --------------------- \| --------------------- \| --------------------- \| --------------------- \| --------------------- \| \| 1.º \| Miguel Ángel López \| Astana \| 28 h 19 min 13 s \| \| \| 2.º \| Primož Roglič \| Team Jumbo-Visma \| + 6 s \| \| \| 3.º \| Alejandro Valverde \| Movistar Team \| + 16 s \| \| \| 4.º \| Nairo Quintana \| Movistar Team \| + 27 s \| \| \| 5.º \| Rafał Majka \| Bora-Hansgrohe \| + 1 min 58 s \| \| \| 6.º \| Tadej Pogačar \| UAE Team Emirates \| + 2 min 36 s \| \| \| 7.º \| Esteban Chaves \| Mitchelton-Scott \| + 2 min 52 s \| \| \| 8.º \| George Bennett \| Team Jumbo-Visma \| + 3 min 34 s \| \| \| 9.º \| Wilco Kelderman \| Team Sunweb \| + 3 min 36 s \| \| \| 10.º \| Fabio Aru \| UAE Team Emirates \| + 3 min 36 s \| \| |                    |                   |                  |
| |                    |                   |                  |
| Fuente: ProCyclingStats |                    |                   |                  |
| Clasificación general |                    |                   |                  |
| Ciclista | Ciclista           | Equipo            | Tiempo           |
| 1.º | Miguel Ángel López | Astana            | 28 h 19 min 13 s |
| 2.º | Primož Roglič      | Team Jumbo-Visma  | + 6 s            |
| 3.º | Alejandro Valverde | Movistar Team     | + 16 s           |
| 4.º | Nairo Quintana     | Movistar Team     | + 27 s           |
| 5.º | Rafał Majka        | Bora-Hansgrohe    | + 1 min 58 s     |
| 6.º | Tadej Pogačar      | UAE Team Emirates | + 2 min 36 s     |
| 7.º | Esteban Chaves     | Mitchelton-Scott  | + 2 min 52 s     |
| 8.º | George Bennett     | Team Jumbo-Visma  | + 3 min 34 s     |
| 9.º | Wilco Kelderman    | Team Sunweb       | + 3 min 36 s     |
| 10.º | Fabio Aru          | UAE Team Emirates | + 3 min 36 s     |

### Clasificación por puntos
| Clasificación por puntos | Clasificación por puntos | Clasificación por puntos   | Clasificación por puntos | Clasificación por puntos |
| Ciclista                 | Ciclista                 | Equipo                     | Puntos                   |                          |
| ------------------------ | ------------------------ | -------------------------- | ------------------------ | ------------------------ |
| 1.º                      | Nairo Quintana           | Movistar Team              | 50 pts                   |                          |
| 2.º                      | Primož Roglič            | Team Jumbo-Visma           | 48 pts                   |                          |
| 3.º                      | Sam Bennett              | Bora-Hansgrohe             | 45 pts                   |                          |
| 4.º                      | Alejandro Valverde       | Movistar Team              | 44 pts                   |                          |
| 5.º                      | Fabio Jakobsen           | Deceuninck-Quick Step      | 34 pts                   |                          |
| 6.º                      | Miguel Ángel López       | Astana                     | 33 pts                   |                          |
| 7.º                      | Tadej Pogačar            | UAE Team Emirates          | 31 pts                   |                          |
| 8.º                      | Jesús Herrada            | Cofidis, Solutions Crédits | 25 pts                   |                          |
| 9.º                      | Luka Mezgec              | Mitchelton-Scott           | 25 pts                   |                          |
| 10.º                     | Jetse Bol                | Burgos-BH                  | 24 pts                   |                          |

### Clasificación de la montaña
| Clasificación de la montaña | Clasificación de la montaña | Clasificación de la montaña | Clasificación de la montaña | Clasificación de la montaña |
| Ciclista                    | Ciclista                    | Equipo                      | Puntos                      |                             |
| --------------------------- | --------------------------- | --------------------------- | --------------------------- | --------------------------- |
| 1.º                         | Ángel Madrazo               | Burgos-BH                   | 29 pts                      |                             |
| 2.º                         | Jetse Bol                   | Burgos-BH                   | 11 pts                      |                             |
| 3.º                         | Wout Poels                  | Team Ineos                  | 8 pts                       |                             |
| 4.º                         | Alejandro Valverde          | Movistar Team               | 6 pts                       |                             |
| 5.º                         | José Herrada                | Cofidis, Solutions Crédits  | 6 pts                       |                             |
| 6.º                         | Jesús Herrada               | Cofidis, Solutions Crédits  | 5 pts                       |                             |
| 7.º                         | Sander Armée                | Lotto-Soudal                | 4 pts                       |                             |
| 8.º                         | Tsgabu Grmay                | Mitchelton-Scott            | 3 pts                       |                             |
| 9.º                         | Jelle Wallays               | Lotto-Soudal                | 3 pts                       |                             |
| 10.º                        | Pierre Latour               | AG2R La Mondiale            | 3 pts                       |                             |

### Clasificación de los jóvenes
| Clasificación del mejor joven | Clasificación del mejor joven | Clasificación del mejor joven | Clasificación del mejor joven | Clasificación del mejor joven |
| Ciclista                      | Ciclista                      | Equipo                        | Tiempo                        |                               |
| ----------------------------- | ----------------------------- | ----------------------------- | ----------------------------- | ----------------------------- |
| 1.º                           | Miguel Ángel López            | Astana                        | 23 h 45 min 00 s              |                               |
| 2.º                           | Tadej Pogačar                 | UAE Team Emirates             | + 1 min 47 s                  |                               |
| 3.º                           | Sergio Higuita                | EF Education First            | + 2 min 46 s                  |                               |
| 4.º                           | Óscar Rodríguez Garaicoechea  | Euskadi Basque Country-Murias | + 3 min 37 s                  |                               |
| 5.º                           | Ruben Guerreiro               | Katusha-Alpecin               | + 3 min 38 s                  |                               |
| 6.º                           | Daniel Felipe Martínez        | EF Education First            | + 3 min 49 s                  |                               |
| 7.º                           | Cristián Rodríguez            | Caja Rural-Seguros RGA        | + 4 min 34 s                  |                               |
| 8.º                           | James Knox                    | Deceuninck-Quick Step         | + 5 min 24 s                  |                               |
| 9.º                           | Mark Padun                    | Bahrain-Merida                | + 5 min 57 s                  |                               |
| 10.º                          | Niklas Eg                     | Trek-Segafredo                | + 7 min 57 s                  |                               |

### Clasificación por equipos
| Clasificación por equipos | Clasificación por equipos | Clasificación por equipos | Clasificación por equipos |
| Equipo                    | Equipo                    | Tiempo                    |                           |
| ------------------------- | ------------------------- | ------------------------- | ------------------------- |
| 1.º                       | Movistar Team             | 70 h 43 min 49 s          |                           |
| 2.º                       | Team Jumbo-Visma          | + 15 s                    |                           |
| 3.º                       | AG2R La Mondiale          | + 9 min 56 s              |                           |
| 4.º                       | Bahrain-Merida            | + 10 min 25 s             |                           |
| 5.º                       | Mitchelton-Scott          | + 10 min 56 s             |                           |
| 6.º                       | Trek-Segafredo            | + 12 min 20 s             |                           |
| 7.º                       | Astana                    | + 13 min 35 s             |                           |
| 8.º                       | Team Sunweb               | + 14 min 02 s             |                           |
| 9.º                       | UAE Team Emirates         | + 15 min 01 s             |                           |
| 10.º                      | EF Education First        | + 15 min 56 s             |                           |

## Abandonos
- Davide Formolo, con problemas físicos debido a la caída masiva del día anterior, no tomó la salida.[3]
- Tejay van Garderen, con dolores debido a una caída que sufrió en la etapa anterior, abandonó al poco de iniciar la etapa.[4]